# Sozialgericht Gießen

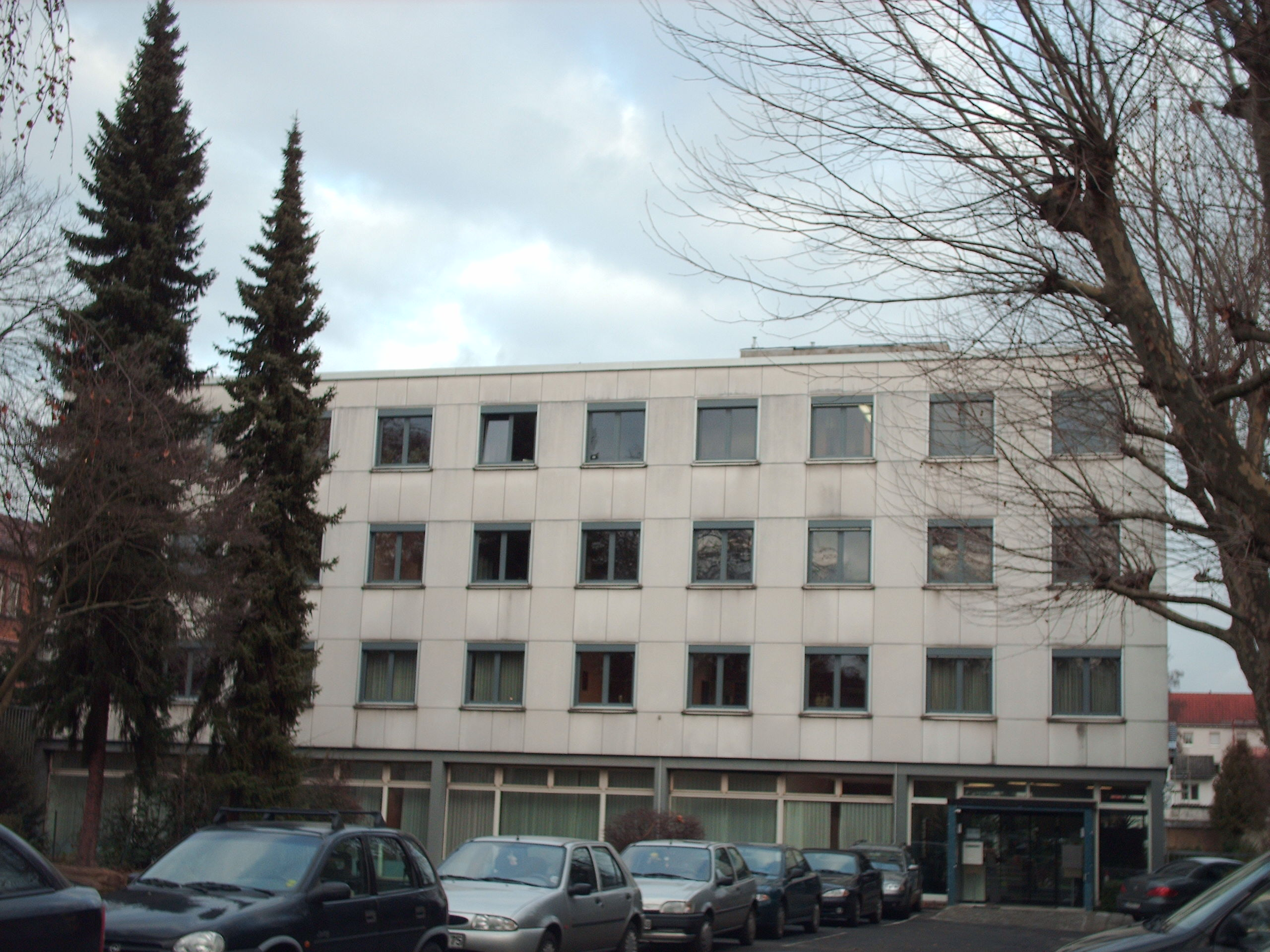
Gerichtsgebäude in der Ostanlage (2007)

Das Sozialgericht Gießen ist ein Gericht der Sozialgerichtsbarkeit. Das Gericht ist eines von sieben Sozialgerichten in Hessen und hat seinen Sitz in Gießen.

## Gerichtsgebäude
In der Ostanlage 19 befindet sich das Gerichtsgebäude des Sozialgerichts Gießen.

## Gerichtsbezirk und übergeordnete Gerichte
Das Sozialgericht Gießen ist örtlich für den Landkreis Gießen, den Lahn-Dill-Kreis sowie den Wetteraukreis zuständig. Die sachliche Zuständigkeit ergibt sich aus dem Sozialgerichtsgesetz.
Auf Landesebene ist das Hessische Landessozialgericht das übergeordnete Gericht. Diesem ist wiederum das Bundessozialgericht, in Kassel angesiedelt, übergeordnet.